# 掩耳盜鈴
掩耳盜鈴，原为盜鐘掩耳，為一中國成語，通常是比喻自欺欺人的意思。出自《吕氏春秋·自知》裏的一则寓言故事，原文为盗鐘，后来鐘演变成为铃，掩耳盗钟反而不常用了。

## 原文
《吕氏春秋·自知》中记述说，春秋时晋国六卿范氏被灭，百姓都跑到范氏家中拿东西，有人拿了一口鐘，想背走，但鐘太大，无法背走，便用锤子砸，结果鐘发出巨大响声，那人担心别人听到来争夺，便捂着耳朵继续砸鐘。《吕氏春秋》随后评论说：“不愿让别人听见是可以理解的，不愿让自己听见就说不通了。作为国君或家主，厌恶听到自己的过错，岂不和这是一样的么？厌恶别人听到其过错还说得过去。”

## 演变
《吕氏春秋》之后，掩耳盗鐘成为一个成语，唐朝人刘知己在《史通·书志》中写道：“掩耳盗鐘，自云无觉。”宋代以后盜鐘掩耳逐渐演变为掩耳盗铃。 在《紅樓夢》  《鏡花緣》 等小说中都有“掩耳盗铃”的说法。